# Aymon (évêque de Genève)
Pour les articles homonymes, voir Aymon.
Aymon (Aymo, Aimon) est un évêque de Genève de la fin de la première moitié Xe siècle et très probablement archichancelier du royaume de Bourgogne. Aymon est placé au 39e rang des évêques dans catalogue épiscopal dit liste de la Bible de Saint-Pierre.

## Biographie
Les origines d'Aymon restent inconnues. Il appartient à la liste des évêques de Genève, (Aymon Episcopus Gebennensis.). Son épiscopat est placé entre 943 et 950,.
Il est vraisemblablement l'archichancelier du roi d'Arles et de Vienne dit aussi des Deux Bourgognes Conrad III. Giraud lui succèdera dans les deux fonctions,.